# Хмелевка (Омская область)
Хмелевка — деревня в Седельниковском районе Омской области. Входит в состав Голубовского сельского поселения.

## История
Основана в 1896 г. В 1928 г. состояла из 86 хозяйств, основное население — белоруссы. В составе Голубовского сельсовета Седельниковского района Тарского округа Сибирского края.

## Население
| 1926 | 2010 |
| ---- | ---- |
| 484  | ↘90  |